# Dorfkirche Rudersdorf

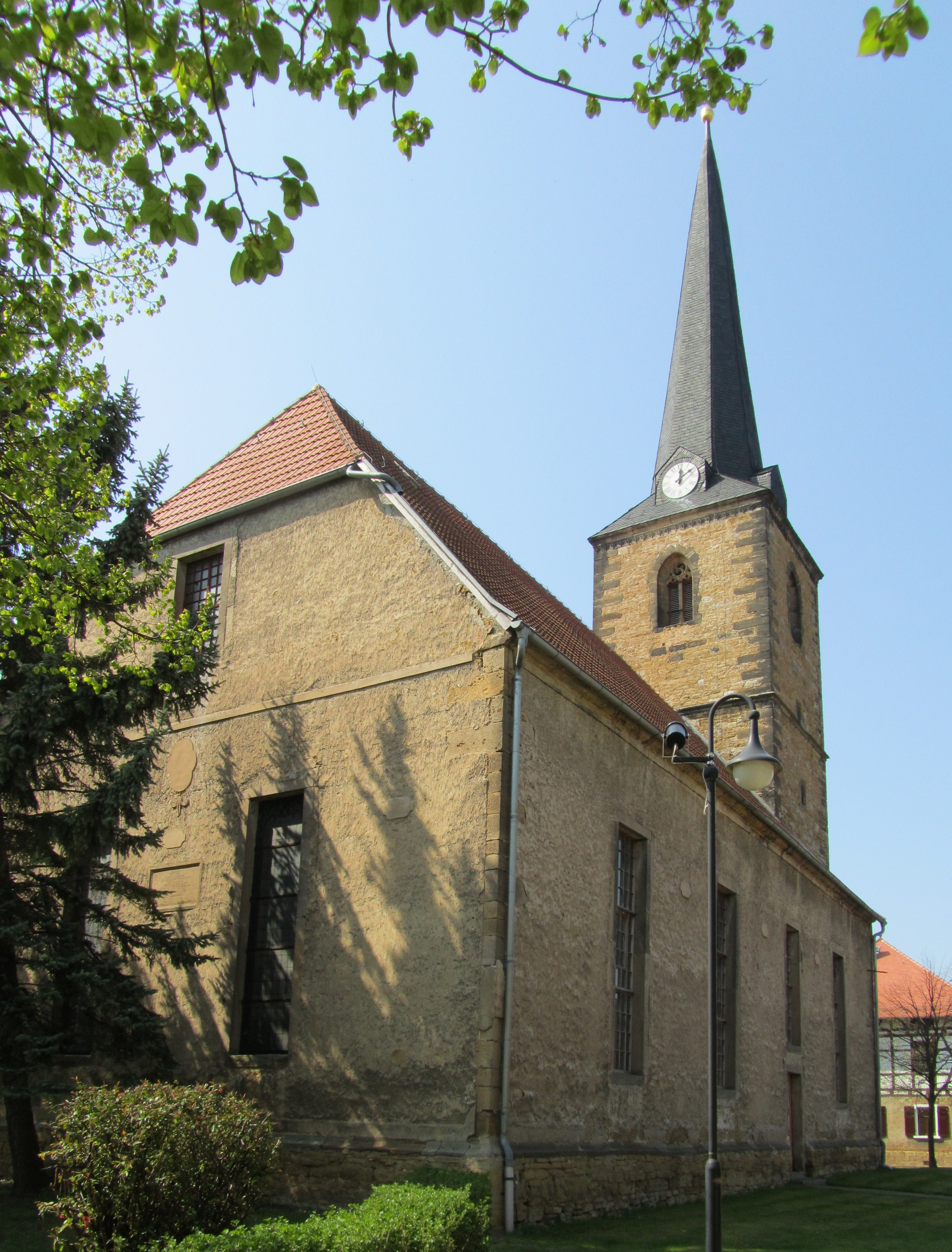
Dorfkirche Rudersdorf

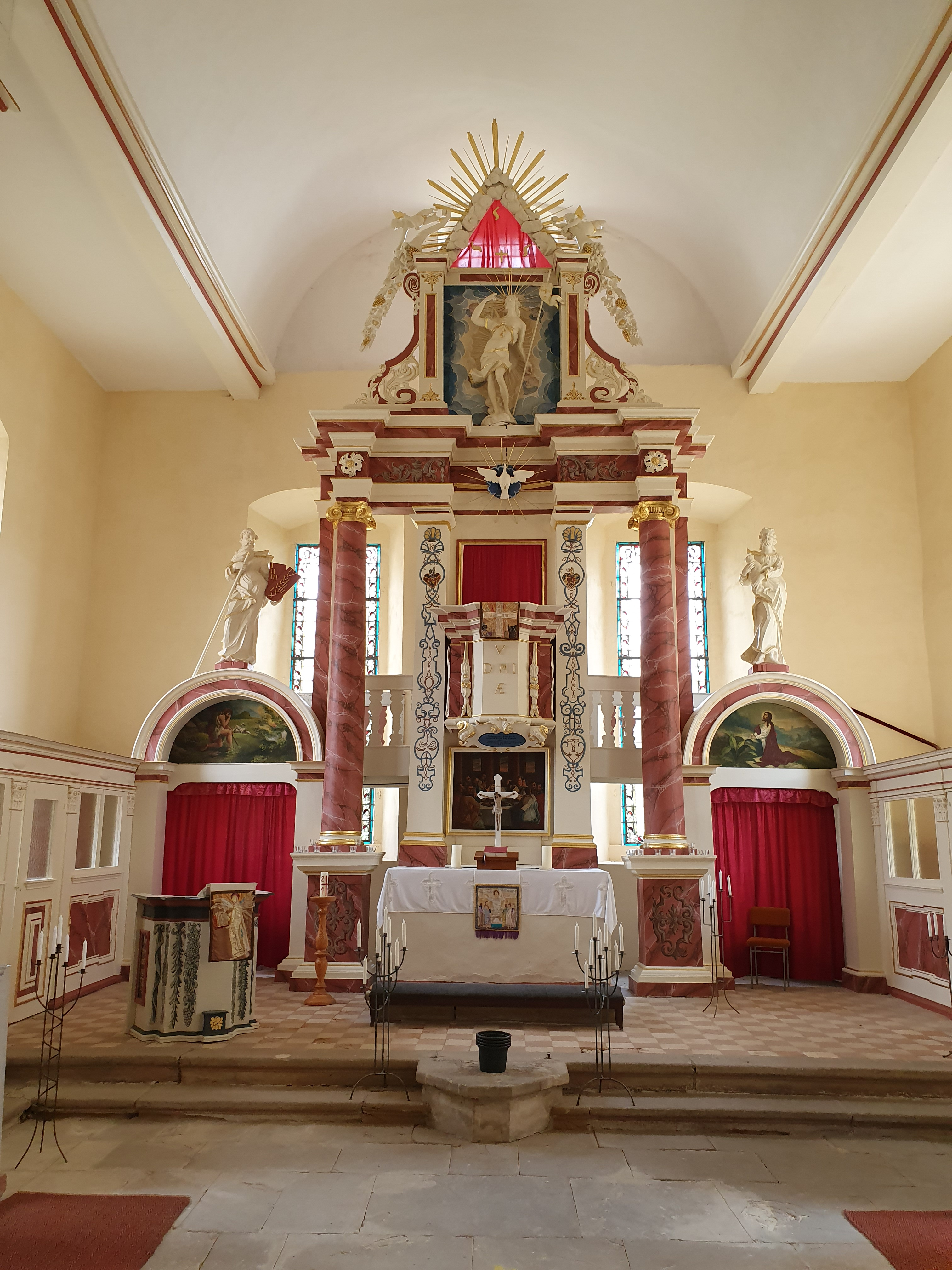
Kanzelaltar

Die evangelisch-lutherische, denkmalgeschützte Dorfkirche Rudersdorf steht in Rudersdorf, einem Ortsteil der Landgemeinde Buttstädt im Landkreis Sömmerda in Thüringen.
Die Kirchengemeinde Rudersdorf gehört zum Pfarrbereich Buttstädt im Kirchenkreis Apolda-Buttstädt der Evangelischen Kirche in Mitteldeutschland.

## Beschreibung
Die große Saalkirche wurde 1718 gebaut, der Kirchturm im Westen bereits 1517, wie Inschriften belegen. Am Turm befinden sich kleine rechteckige Fenster mit eingetieften Vorhangbögen am Sturz. Im obersten Geschoss des Turms befinden sich vier Maßwerkfenster, deren Konstruktion der Bögen unterschiedlich ausgeführt sind. An Nord- und Ostseite sind die Bögen aus Keilsteinen gesetzt, an Süd- und Westseite wurden die Schenkel der Bögen aus großen Monolithen ausgehauen. Auch ändert sich das Profil der Gewände: Die Nord- und Ostfenster sind tief gekehlt, die Süd- und Westfenster hingegen nur kräftig abgefast. Das sonst einheitliche Geschoss beschließt ein Traufgesims mit Lilienfries. Das Kirchenschiff hat rechteckige Fenster und ist mit einem Krüppelwalmdach bedeckt. Der Turm trägt ein niedriges Pyramidendach mit der Turmuhr, das in einen schiefergedeckten, achtseitigen, spitzen Helm übergeht. 
Innen wird der Turm durch spitzbogige Portale mit Stabwerkgewände in Erd- und erstem Obergeschoss erschlossen. Im Obergeschoss findet sich ein Türblatt mit stark erneuerter kleinteiliger Schablonenmalerei des frühen 16. Jh. Nach 1718 wurden ins Kirchenschiff dreiseitige, zweigeschossige Emporen eingebracht. Zu diesen führt eine zweiläufige überdachte Treppe an der Südseite des Kirchenschiffs. Der Mittelraum ist mit einem hölzernen Tonnengewölbe überspannt. Das Innere der Kirche wurde 1968–1971 und 2017/2018 restauriert.
Zur Kirchenausstattung gehört ein Kanzelaltar mit schmalem Mittelteil und seitlich auskragendem, von ionischen Säulen getragenem Gebälk. Das Gemälde der Predella zeigt das Abendmahl Jesu. Über den seitlichen Durchgängen stehen die geschnitzten Statuen von Mose und Johannes dem Täufer, im Auszug der auferstandene Christus. 
Das pokalförmige Taufbecken, verziert mit flachen Voluten und Kartuschen stammt von 1721. Ein Vortragekreuz ist aus derselben Zeit, der Opferstock von 1722. Im Westen steht im barocken Prospekt die Orgel mit 21 Registern, verteilt auf 2 Manuale und Pedal. Sie wurde 1912 von Eberhard Friedrich Walcker gebaut.